# ロブ・エルダー
ロブ・エルダー（Rob Elder、1981年4月25日 - ）は、フィジーの男子アーチェリー選手。スバ出身。
2004年にアテネオリンピックにこの大会フィジーから初めてのアーチェリー競技の代表として男子個人競技に出場した。結果はランキングラウンドで61位となり1回戦でこの競技銀メダリストとなる韓国の朴敬模と対戦し敗退した。
2012年ロンドンオリンピックに2大会ぶりに出場したが1回戦で敗退した。